# عبد الرحيم جيران
عبد الرحيم جيران هو كاتب ومفكر وأكاديمي مغربي، أستاذ التعليم العالي بالمدرسة العليا للأساتذة بتطوان التابعة لجامعة عبد المالك السعدي، ولد بالدار البيضاء سنة 1955. يتوزع اهتمامه بين الفكر والنقد ونظرية الأدب والإبداع الأدبي في الشعر والرواية والقصة القصيرة.يتأطر عمله الرئيسي ضمن السيميائيات السردية حيث تعكس أطروحته لنيل دكتوراه الدولة وأعماله الأخرى مثل «في النظرية السردية» (2006) وكتابه المؤسس «علبة السرد» 2013 الخطوط الرئيسة لمشروعه النقدي والفكري الذي وسمه بالمنهج «التجديلي التضافري».

## نشأته
ولد الدكتور عبد الرحيم جيران بمدينة الدار البيضاء في 20 ماي سنة 1955 ، درس المرحلة الابتدائية بمدرسة الأخطل بالحي الحسني ومرحلة الثانوي بثانوية عبد الكريم، أكمل دراسته الجامعية بكلية الآداب والعلوم الإنسانية التابعة لجامعة محمد الخامس بالرباط ليحصل على دبلوم الدراسات العليا في الأدب العربي سنة 1986، ثم نال دكتوراه الدولة في الأدب الحديث من الجامعة نفسها.

## مساره المهني والعلمي
- رئيس سابق  لقسم اللغات (جامعة عبد المالك السعدي – المدرسة العليا للأساتذة بتطوان). من 2007 إلى 2014.
- منسق سابق لمسلك اللغة العربية (الإجازة) - (جامعة عبد المالك السعدي – المدرسة العليا للأساتذة بتطوان). من 2010 إلى 2014.
- منسق سابق لماستر «مقاربات النص الأدبي وفنونه» بالمدرسة العليا للأساتذة (جامعة عبد المالك السعدي). من 2015 إلى 2018.
- عضو مشارك في مختبر التأويليات والدراسات النصية واللسانية بكلية الآداب والعلوم الإنسانية بتطوان[3]/ جامعة عبد المالك السعدي- المغرب.
- عضو سابق  في اللجنة العلمية بالمدرسة العليا للأساتذة- تطوان.
- عضو اتحاد كتاب المغرب.
- عضو سابق في هيئة تحرير مجلة «دفاتر الشمال».
- عضو سابق في هيئة تحرير مجلة «الموروث» المحكمة الصادرة عن معهد التراث بإمارة الشارقة - الإمارات العربية المتحدة.[4]
- عضو الهيئة الاستشارية في مجلة «فكر العربية».
- عضو الهيئة الاستشارية في مجلة «بلاغات».
- عضو في اللجنة العلمية لمجلة «دفاتر تربوية» الصادرة عن أكاديمية تطوان.
- مؤسس سلسلة بصمات إبداعية بالمدرسة العليا للأساتذة[5](جامعة عبد المالك السعدي)، وجائزتها السنوية. من 2010  إلى 2018.
- مؤسس سلسلة تجارب إبداعية.[6]إبداعية بالمدرسة العليا للأساتذة (جامعة عبد المالك السعدي)، وجائزتها السنوية. من 2010  إلى 2018.

## مؤلفاته
له عديد من المؤلفات تتوزع بين الإنتاج النظري والإبداع الأدبي.

### في النقد
- في النظرية السردية - دار إفريقيا الشرق، الدار البيضاء، (2006)
- إدانة الأدب مطبعة النجاح، المغرب (2008)
- علبة السرد – دار الكتاب الجديدة المتحدة، بيروت، (2013)
- سراب النظرية دار الكتاب الجديدة المتحدة، بيروت (2013).
- النص الأدبي- لعبة المرايا، الدار المغربية العربية، الرباط 2017.
- الذاكرة في الحكي الروائي، دار الكتاب الجديدة المتحدة، بيروت 2019).
- لما تكلم الحكي ج1- معهد الشارقة للتراث- 2019.
- المقاربة السردية السيميائية- دار الحوار- 2020

### في الإبداع
- رواية «عصا البلياردو»- دار إفريقيا الشرق (2011)
- رواية «كرة الثلج» دار الآداب (2013)
- مجموعة قصصية «ليل غرناطة» – دار الأمان (2013).
- ديوان شعر «سيرة شرفة»، دار النهضة العربية، بيروت، 2016.
- رواية «الحجر والبركة» دار الفاصلة للنشر، المغرب، 2018.
- قصص «رياض الخاسرين» دار الفاصلة للنشر، المغرب، 2019.

### الكتب الجماعية
- كتاب حول تجربة محمد برادة.
- كتاب حول سيد بحراوي.
- كتاب حول الرواية المصرية.
- كتاب «في الحاجة إلى التأويل».[9]
- كتاب «التأويليات وعلوم النص».[10]

## الجوائز
- فاز بجائزة المغرب للكتاب عن روايته الحجر والبركة[11](دار الفاصلة) سنة 2019. وهي جائزة تصدرها وزارة الثقافة المغربية.[12]